# Мілт Кемпбелл
Мілтон Грей Кемпбелл (англ. Milton Gray Campbell; нар. 9 грудня 1933 — пом. 2 листопада 2012) — американський легкоатлет, який спеціалізувався в десятиборстві.

## З життєпису
Олімпійський чемпіон з десятиборства (1956).
Срібний олімпійський призер з десятиборства (1952).
Чемпіон США з десятиборства (1953) та бігу на 120 ярдів з бар'єрами (1955). Срібний призер чемпіонатів США з десятиборства (1952, 1956) та бігу на 110 метрів з бар'єрами (1953).
Двічі був другим на олімпійських відбіркових змаганнях США з десятиборства (1952, 1956).
Ексрекордсмен світу з бігу на 120 ярдів з бар'єрами — 13,4 (1957).
По завершенні легкоатлетичної кар'єри недовго грав у американський футбол в Національній футбольній лізі, організовував програми підтримки для малозабезпечених дітей, був відомим лектором.
Пішов з життя, маючи 78 років.

## Визнання
- Член Зали слави легкої атлетики США (1989)
- Член Зали олімпійської слави США (2012)
- Член Зали слави штату Нью-Джерсі (2012)

## Відео
- Виступ Кемпбелла на Олімпіаді-1956 на YouTube
- Інтерв'ю Кемпбелла у зв'язку з включенням до Зали слави штату Нью-Джерсі (2012) на YouTube